# خضرا (مکه)
خضرا (به عربی: الخضراء) یک منطقهٔ مسکونی در عربستان سعودی است که در استان مکه واقع شده‌است.